# Stella di Babcock
La Stella di Babcock (denominata anche GL Lacertae e GL Lac con la nomenclatura per le stelle variabili) è una stella della costellazione della Lucertola, distante circa 2300 anni luce dalla Terra.

## Osservazione
La sua posizione è fortemente boreale e ciò comporta che la stella sia osservabile prevalentemente dall'emisfero nord, dove si presenta circumpolare anche da gran parte delle regioni temperate; dall'emisfero sud la sua visibilità è invece limitata alle regioni temperate inferiori e alla fascia tropicale. Il periodo migliore per la sua osservazione nel cielo serale ricade nei mesi compresi fra fine agosto e dicembre; nell'emisfero nord è visibile anche fino alla metà dell'inverno, grazie alla declinazione boreale della stella, mentre nell'emisfero sud può essere osservata in particolare durante i mesi della primavera australe.
Essendo di magnitudine pari a +8,36, non è osservabile ad occhio nudo; per poterla scorgere è sufficiente comunque anche un binocolo di piccole dimensioni, a patto di avere a disposizione un cielo buio.

## Caratteristiche fisiche
La stella di Babcock è una stella particolare: appartiene infatti a quella categoria di stelle peculiari dette stelle Ap, ovvero astri dall'intenso campo magnetico e ridotta velocità di rotazione rispetto ad altre stelle di classe spettrale simili.
Nel 1960 l'astronomo Horace W. Babcock determinò per la prima volta l'intensità del campo magnetico di questa stella, e dimostrò che misurava circa 34 kG, un valore estremamente alto; Babcock indicò anche che tale campo variava in modo irregolare anche se più recenti studi hanno evidenziato una certa regolarità di variazione e l'assenza di un dipolo.
Per quanto riguarda le altre caratteristiche generali, gli studi hanno descritto una temperatura superficiale di circa 14000 K, un valore elevato per una stella di classe A (alcune pubblicazioni si spingono a classificarla come una stella di classe B V). Possiede una massa pari a 3-4 volte quella solare e un raggio che misura 4,2 volte quello del Sole.
È anche una variabile Alfa2 Canum Venaticorum, con una variazione di luminosità di 0,17 magnitudini durante il periodo di rotazione di 9,46 giorni.